# Anselme de Laon
Pour les articles homonymes, voir Anselme.
Anselme de Laon, né entre 1050 et 1055 à Laon (France) et mort le 15 juillet 1117, était un philosophe et un théologien français du Moyen Âge.

## Biographie
Né dans une famille très humble à Laon avant le milieu du XIe siècle, Anselme de Laon fut le disciple de saint Bruno, écolâtre de Reims, le futur fondateur de la Grande Chartreuse, et aussi d'Anselme de Canterbury à l'abbaye Notre-Dame du Bec. 
Vers 1076 il enseigna avec un grand succès à l'école cathédrale de Paris, où, avec Guillaume de Champeaux, il combattit du côté des réalistes dans la Querelle des Universaux. 
Plus tard il se retira dans sa ville natale et fut maître des écoles de Laon, avec son frère Raoul, de 1090 environ jusqu'à sa mort. Son école de théologie et d’exégèse devint rapidement la plus réputée en Europe. En 1113 il en chassa Abélard.
Il fut le doyen et le chancelier de Laon à partir de 1109 environ et l'archidiacre à partir de 1115.
Le Liber Pancrisi (c. 1120) l'appelle, avec Yves de Chartres et Guillaume de Champeaux, l’un des trois maîtres modernes.

## Épitaphe
Voici l'épitaphe gravée sur sa tombe à l'abbaye Saint-Vincent de Laon :
« Il dort en ce tombeau le très illustre maître Anselme
À qui par les pays et les climats du vaste monde
Ont valu partout la célébrité, partout la louange
Foi sans défaut, doctrine féconde, vertu respectable
Vie lumineuse, main généreuse, action prudente
Éloquence agréable, fermeté vigilante, correction indulgente
Sagesse dans le conseil, modestie, prévenance et douceur
Mais ces dons que lui amassa largement la grâce de Dieu
Le sombre juillet les a dispersés au néfaste jour des ides
Puisqu'elle fut sa force dans la vie
Que la grâce l'accompagne dans la mort. »

## Œuvres
Le plus grand travail d'Anselme fut l'édition d'une glose intralinéaire et marginale des « Saintes Écritures », qui fut souvent copiée et devint la référence commune de l'enseignement des écoles médiévales. Selon une légende sans fondement, il aurait été l'inventeur de la distinction entre glose interlinéaire, écrite entre les lignes et portant sur les mots, et glose marginale, portant sur le texte. Cette distinction ne résiste pas à l'examen des manuscrits. Par contre, il pourrait bien être à l'origine de l'utilisation de la glose, révisée par ses soins et ceux de collaborateurs, comme texte de référence scolaire. Cette nouvelle didactique se diffusa rapidement, après la mort d'Anselme, grâce à ses disciples, comme Gilbert de la Porrée, et fut adoptée jusque dans les écoles parisiennes.
La liste de ses œuvres qui se lit dans l’Histoire littéraire de la France, x. 170-189, est à prendre avec la plus grande prudence et a été complètement révisée par l'historiographie du début du XXIe siècle. Certaines de ses œuvres se trouvent dans la Patrologia Latina de Migne, au tome 162 ; les recueils de Sententiae publiées à ce jour ne tiennent compte que d'une partie de la tradition manuscrite. Des éditions nouvelles sont en préparation. 

### Œuvres
- Sentences (vers 1110) : Anselms von Laon Systematische Sentenzen, Münster, 1919, XVII-167 p.
- Glosae super Johannem, texte latin, intro. an., Turnhout, Brepols, 2014.
- Glose sur le Cantique des cantiques, édi. latine et trad. an. M. Dove : Glossa ordinaria. Pars 22, In Canticum canticorum, Turnhout, Brepols, 1997.

### Études
- O. Lottin, Aux origines de l'école théologique d'Anselme de Laon, Louvain, abbaye du Mont César, 1938.
- Cédric Giraud, Per verba magistri. Anselme de Laon et son École au XIIe siècle, Brepols Publishers, 2010,  (ISBN 978-2-503-53341-4)